# Гампрінер-Зеле
Гампрінер-Зеле (нім. Gampriner Seele) — єдине природне озеро в Ліхтенштейні. Утворилося після повені Рейну з великою ерозією у 1927 році, знаходиться на висоті 435 метрів над рівнем моря і розташована в селі Бендерн в комуні Гампрін.
Гампрінер-Зеле оточене щільними посадками: виростають очерет, живоплоти і дерева. Після очищення води її якість стабілізувалося на рівні класу B. Трубопровід поблизу внутрішнього каналу забезпечує озеро прісною водою і киснем.

### Рідкісні види рослин на озері
- Хворостник звичайний (Hippuris vulgaris)
- Ряска (Lemna trisulca)

### Рідкісні види тварин на/в озері
- Плотва, краснопірка, раки
- Лящ, щука
- Поганка, лиска, крижень, лебідь